# 布朗普顿圣堂
圣母无玷之心堂（英語：Church of the Immaculate Heart of Mary）通常不正确地称为 布朗普顿圣堂（英語：Brompton Oratory），是伦敦的一座罗马天主教教堂，位于南肯辛顿的布朗普顿路，毗邻维多利亚和阿尔伯特博物馆。
1865年、1889年和1926年，马拉美、爱德华·埃尔加和阿尔弗雷德·希区柯克先后曾在此举行婚礼。
正是在这座教堂中心、唱经楼下面的圣伯多禄雕像前，英格兰被重新献给圣伯多禄和圣母，引发了19世纪关于英国天主教徒是忠于教宗还是忠于君主的的政治辩论。
圣母无玷之心堂是伦敦人数最多的天主教堂会之一。
在英国，除了倫敦司鐸祈禱會还有两所司鐸祈禱會聖堂：伯明翰司鐸祈禱會圣堂和牛津司鐸祈禱會圣堂。

## 成立歷史

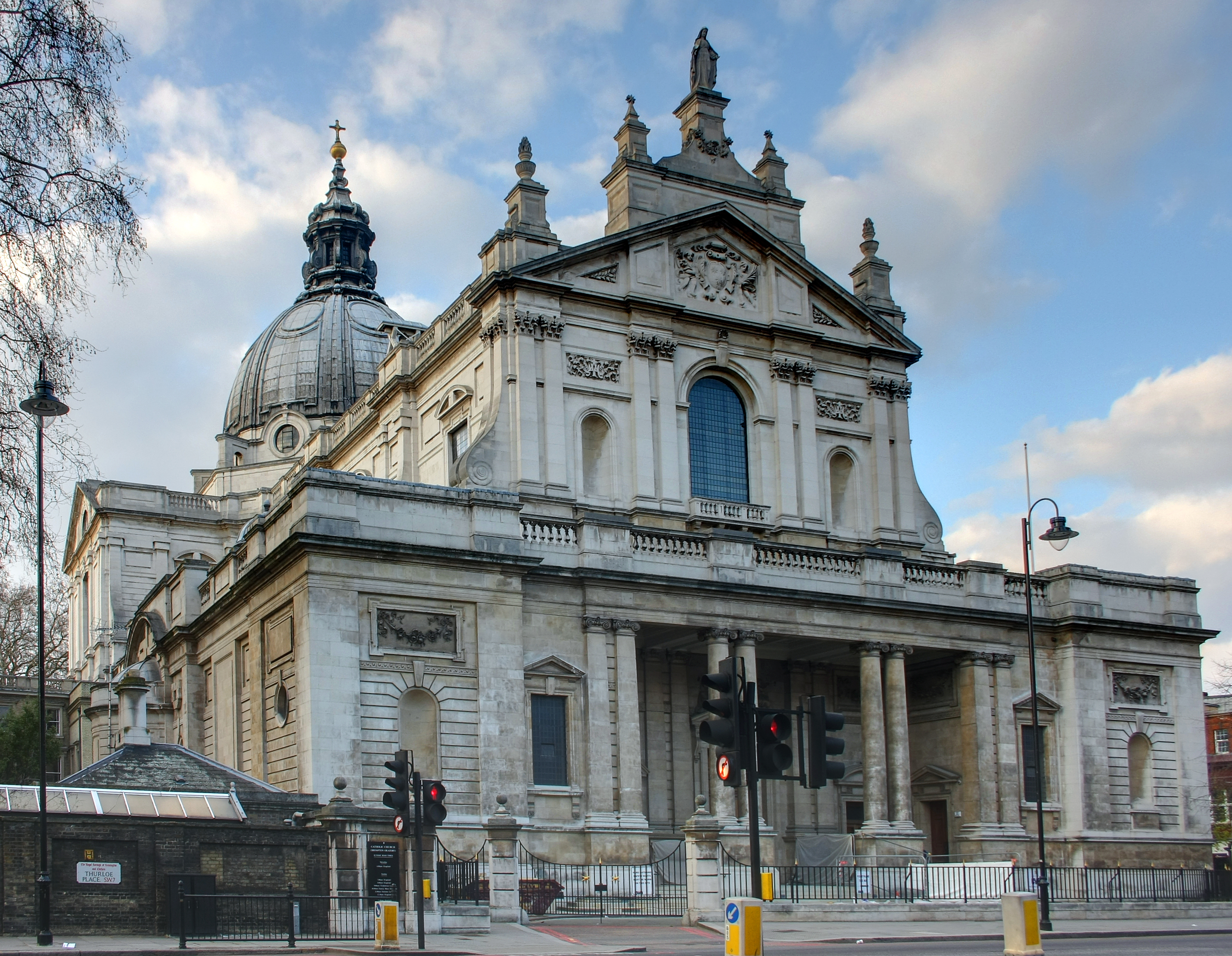
外观

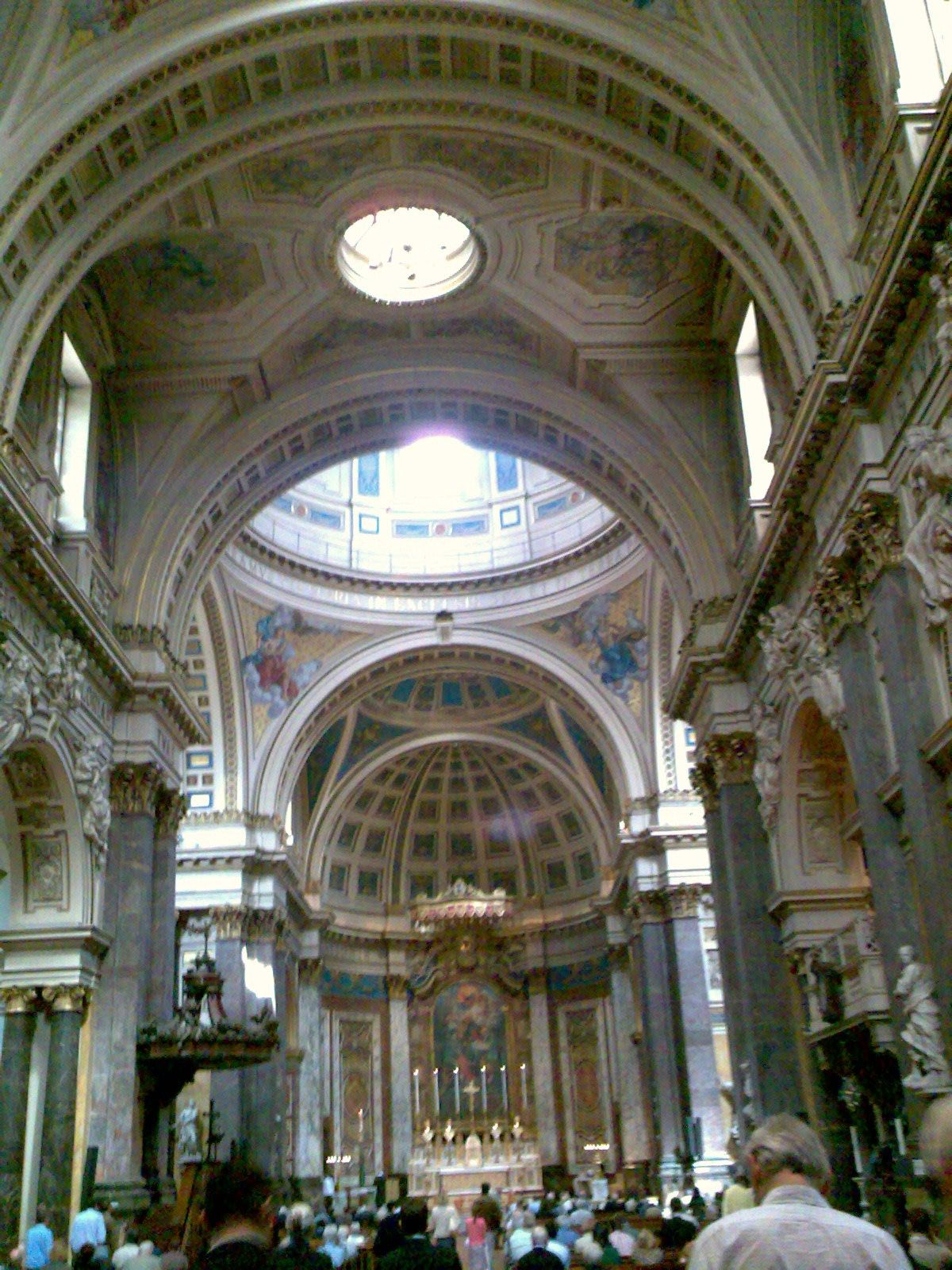
内部

聖若望·亨利·紐曼在1845年改宗加入天主教，在伯明翰建立了司鐸祈禱會(Oratory)，並興建了教堂，奉聖斐理伯·內利為主保聖者。腓特烈·威廉·法伯等其他改宗者则在查林十字(Charing Cross)附近建立了伦敦司鐸祈禱會。1852年11月，他们耗资一点六万英镑购买了当时还是半农村的西郊一块3.5英亩的土地。最初是一个小圣堂，不久兴建临时教堂，两者都是由 J. J. Scoles设计。1874年发起捐款，用于建造一所教堂。

## 建築
布朗普顿圣堂的建筑师赫伯特·格里布尔，时年29岁，1876年3月赢得设计竞赛。教堂于1860年6月奠基，1884年4月16日新教堂祝圣。穹顶完成于1895年，高达200英尺（61），是伦敦第二大罗马天主教教堂，仅次于威斯敏斯特主教座堂(1903年)。
布朗普顿圣堂为意大利文艺复兴风格，它有大理石的圆柱和祭台栏杆，一个巨大的拱形圆顶，马赛克，木雕和石雕。此外，还在1895年从锡耶纳主教座堂收购了12使徒的雕像。在室内装饰是由意大利建筑师完成于1927至1932年，成本超过估计的三万一千英镑。

## 禮儀
使用莊嚴及合適之禮儀，是英國的司鐸祈禱會的傳統。每日均有以拉丁文主持的彌撒。禮儀方面，除了梵蒂岡第二次大公會議後之禮儀（現稱為 Ordinary Form），每日亦有特倫多禮儀（Tridentine Rite）之彌撒。

### 彌撒及禮儀時間
- 主日彌撒：
  - 上午八時正、十時正、中午十二時三十分、下午四時三十分、晚上七時正（英文）
  - 上午九時正（拉丁文、特倫多禮）
  - 上午十一時正（拉丁文）
- 提前主日彌撒：晚上六時正（英文）
- 平日彌撒：
  - 上午七時正、中午十二時三十分（英文）
  - 上午八時正（拉丁文、特倫多禮）
  - 晚上六時正（拉丁文）
- 主日晚禱及聖體降福：下午三時正

## 音樂
倫敦司鐸祈禱會一直堅守傳統羅馬宗之禮儀。每逢主日及必守聖日，均有隆重拉丁文彌撒及晚禱。聖誕節、聖週及復活節之禮儀，通常都吸引很多教友。為了配合禮儀，倫敦司鐸祈禱會之司鐸建立了一支以專業音樂家組成的音樂團隊，帶領三個合唱團提供禮儀音樂。

### 倫敦司鐸祈禱會合唱團
倫敦司鐸祈禱會合唱團(The London Oratory Choir)是一支全專業之成年室樂合唱團，於聖堂之主要禮儀(包括主日及主要聖日之隆重拉丁文彌撒及晚禱)提供禮儀音樂。至1854年倫敦司鐸祈禱會在現址成立迄今，倫敦司鐸祈禱會合唱團一直被視為國際知名之合唱團，尤其演唱傳統羅馬宗禮儀音樂，包括文藝復興時期之複式音樂，及古典時期維也納派之彌撒曲。以下是近年曾任音樂總監一職之人物：Henry Washington (1935–1971)、John Hoban (1971–1995)、Andrew Carwood (1995–1999)及Patrick Russill (1999至今)。

### 倫敦司鐸祈禱會兒童合唱團
倫敦司鐸祈禱會兒童合唱團(The London Oratory Junior Choir)於1973年，由前音樂總監John Hoban成立。  除了每周主日之英語彌撒，及周二之聖體降福外，該合唱團亦活躍於其他音樂活動。例如屢次於英國廣播公司主辦「夏日逍遙遊」音樂會(BBC Proms)登台。另外，只1979年，英國皇家芭蕾舞團製作的《胡桃夾子》，該合唱團一直提供兒童合唱部分。至1984年，Patrick Russill為該團指揮。由2005年至今，Charles Cole為該團指揮。

### 管風琴
倫敦司鐸祈禱會有深厚的管風琴傳統。曾任風琴師的包括：Ralph Downes (1936–1977)、 Patrick Russill (1977–99) 、 John McGreal (1999-2011)，及Matthew Martin (2011至今)。該管風琴總共有45個音栓、3個鍵盤及腳鍵盤，由著名風琴廠J. W. Walker & Sons Ltd，於1952至1954年間，根據Ralph Downes之設計建造。此風琴為倫敦首座新古典式(Neo-classical)教堂風琴，亦被視為二次大戰後，英國其中一座最好之管風琴。